# Коннелли, Джон (музыкант)
Джон Коннелли (англ. John Connelly; род. 28 июля 1962 года в Нью-Йорке, США) — американский музыкант и учитель средней школы в Нью-Йорке. Вокалист и гитарист нью-йоркской трэш-метал-группы Nuclear Assault.

### Биография
Коннелли начинал в трэш-метал группе Anthrax, где стал близким другом басиста Дэнни Лилкера. В 1983 году Джон создал группу Nuclear Assault, и вскоре после этого к нему присоединился Лилкер, оставивший Anthrax.
Примерно в 1991 году Коннелли счел нужным сделать перерыв в Nuclear Assault и выпустить сольный альбом под названием John Connelly Theory. Хотя Коннелли окружил себя тремя разными музыкантами, тенденция казаться немного похожей на его основную группу была неизбежна, особенно потому, что у него один из тех певческих голосов, которые совершенно безошибочно узнать. Тем не менее, различия между его сольным проектом и Nuclear Assault в основном заключались в более рок-ориентированной структуре песен, робком авантюризме (звучит так, будто группа действительно хочет уйти влево, но никогда не преодолевать короткую остановку) и случайном юморе. Nuclear Assault распалась в 1993 году, Джон выпустил свой сольный проект под названием John Connelly's Theory.